# هاريسون كرايغ
هاريسون كرايغ (بالإنجليزية: Harrison Craig)‏ هو مغني أسترالي، ولد في 7 سبتمبر 1994 في ملبورن في أستراليا.

## وصلات خارجية
- هاريسون كرايغ على موقع IMDb (الإنجليزية)
- هاريسون كرايغ على موقع ميوزك برينز (الإنجليزية)
- هاريسون كرايغ على موقع أول ميوزيك (الإنجليزية)
- هاريسون كرايغ على موقع ديسكوغز (الإنجليزية)